# Curtiss-Wright XF-87 Blackhawk
cet avion ne doit pas être confondu avec le Sikorsky UH-60 Black Hawk, un hélicoptère militaire américain.
Le Curtiss-Wright XF-87 Blackhawk est un prototype américain de chasseur intercepteur tout-temps ; c'est le dernier projet d'avion de la société Curtiss-Wright Corporation ; il est précédemment désigné XP-87 avant le changement du système de désignation des chasseurs de l'US Air Force qui a remplacé en 1948 le P comme Pursuit par le F comme Fighter. Conçu pour remplacer l'intercepteur nocturne P-61 Black Widow de la Seconde Guerre mondiale, le XF-87 perd la concurrence face au Northrop F-89 Scorpion. La perte du contrat est fatale à la société ; la Curtiss-Wright Corporation ferme sa division aviation et vend ses actifs à la North American Aviation.

## Conception et développement
L'avion fait ses débuts en tant que projet d'avion d'attaque au sol, désigné XA-43. Lorsque les United States Army Air Forces émettent le besoin d'un chasseur tout-temps à réaction en 1945, le projet est retravaillé pour cette demande.
Le XP-87 est un grand avion à aile médiane, équipé de quatre réacteurs montés par paires dans des nacelles placées sous les ailes, un plan horizontal monté à mi-hauteur de la dérive et un train d'atterrissage tricycle. Deux membres d'équipage (pilote et opérateur radio) sont assis côte à côte sous une verrière unique. L'armement doit consister en une tourelle placée sur le nez contenant quatre canons de 20 mm, mais les prototypes n'en sont pas équipés.

## Histoire opérationnelle
Le premier vol du XF-87 a lieu le 1er mars 1948. Bien que la vitesse maximale soit inférieure à celle prévue, l'appareil est par ailleurs acceptable, et l'United States Air Force nouvellement formée (en septembre 1947) passe une commande de 57 chasseurs F-87A et 30 appareils de reconnaissance RF-87A un peu plus d'un mois plus tard. Bien que les problèmes de performances soient dus à un manque de puissance, les quatre turboréacteurs Westinghouse XJ34-WE-7, des prototypes, doivent être remplacés par deux réacteurs General Electric J47 sur les modèles de production. Il est prévu de convertir un des deux XF-87 en l'équipant des nouveaux moteurs pour réaliser des essais.
À ce stage, l'USAF décide que le Northrop F-89 Scorpion est un avion plus prometteur. Le contrat du F-87 est rompu le 10 octobre 1948 et les deux prototypes sont mis au rebut.

## Versions
XP-87
Premier vol le 1er mars 1948
XF-87
XP-87 redessiné
F-87A
Version chasseur de production (annulée)
RF-87A
Version de reconnaissance (annulée)

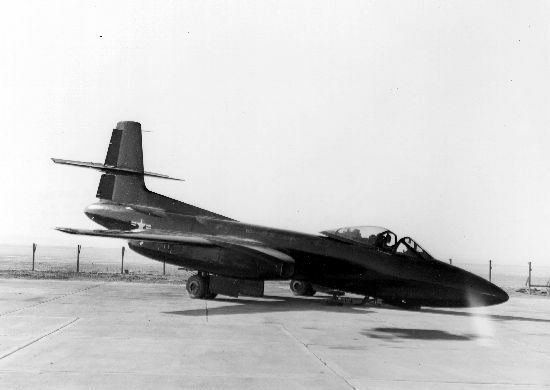
XP-87 accidenté à la suite de l'effacement du train avant.
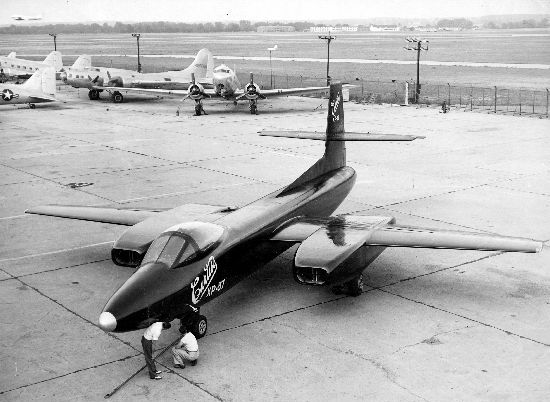
XP-87 sur le tarmac avec des C-47 et des B-17 en arrière-plan.